# Schuifregister
Een digitaal schuifregister is een aaneenschakeling van D-flipflops waarbij de data-ingang van een flipflop verbonden is met de Q uitgang van de vorige flipflop in de keten. Alle kloklijnen van de flipflops zijn met elkaar verbonden. Een schuifregister schuift bij elke klokpuls de gegevens in het register een positie op. Een bit die aan de ingang ingeklokt wordt, verschijnt na X klokpulsen weer aan de uitgang van het schuifregister, waarbij X het aantal flipflops is.
De uitgang van elke losse flipflop kan ook gebruikt worden; dit is nodig bij serieel-naar-parallel-omzetting. Met extra logica en signalen kunnen ook alle flipflops in één keer geladen worden, dit wordt gebruikt bij parallel-naar-serieel-omzetting.
Door extra logica toe te voegen is het ook mogelijk een schuifregister links of rechts te laten schuiven.
Een tijdsvolgordediagram in tabelvorm van een register van 6 bits:
(registerinhoud na een klokpuls, beginwaarde 000000):
| Ingang | Registerinhoud | Uitgang |
| ------ | -------------- | ------- |
| 0      | 000000         | 0       |
| 1      | 100000         | 0       |
| 1      | 110000         | 0       |
| 0      | 011000         | 0       |
| 1      | 101100         | 0       |
| 0      | 010110         | 0       |
| 1      | 101011         | 1       |
| 0      | 010101         | 1       |
| 0      | 001010         | 0       |

Toepassingen van schuifregisters zijn onder andere:
- Omzetten van parallelle data naar seriële data en andersom, bijvoorbeeld in een UART
- Pseudo-willekeurige-getallen generator, een linear feedback shift register (LFSR)
- Cyclic redundancy check (CRC) generator. Een andere toepassing van een LFSR
- Generator van een convolutiecode
- Synchronisatie van asynchrone signalen bij het overschrijden van klokdomeinen

Schuifregister ICs zijn onder andere:
- 74LS164
- 74HC595

## Analoog schuifregister
Er bestaan ook analoge schuifregisters, hierbij worden geen digitale signalen opgeslagen en doorgegeven, maar analoge signalen. Dit is een zogenaamde bucket brigade, ook wel bekend als een emmertjesgeheugen, te vergelijken met het doorgeven van emmers met water door mensen in een rij.
Dit type schuifregister wordt onder andere gebruikt in audio-toepassingen zoals delay, galm, chorus en bij camera's in CCD's.